# SN 2007co
SN 2007co — сверхновая звезда типа Ia, вспыхнувшая 4 июня 2007 года в галактике MCG +05-43-16, которая находится в созвездии Геркулес.

## Характеристики
Сверхновая была зарегистрирована французским астрономом-любителем Жулем Николя (фр. Joel Nicolas). Вспышка относится к типу Ia, то есть когда огромное количество звёздного вещества с аккреционного диска, окружающего белый карлик в двойной системе, скопившись за многие годы, падает на него, происходит колоссальный взрыв. Местоположение SN 2007co определяется 8" к востоку и 15" к югу от центра родительской галактики. Расстояние до неё оценивается в 380 миллионов световых лет.
Помимо данной сверхновой, в галактике MCG +05-43-16 буквально за несколько дней до этого, 19 мая, была зарегистрирована ещё одна вспышка — SN 2007ck. В большинстве галактик вспышки сверхновых повторяются через 25—100 лет, поэтому оказалось удивительным, что в такой краткий срок произошли два подобных события.